# Leontine Ruiters
Leontine Borsato-Ruiters (Naarden, 10 de diciembre de 1967) es una actriz y presentadora de televisión neerlandesa.  
Leontine Ruiters nació en Naarden y creció aquí. Ella siguió su educación secundaria en el Liceo de Goois en Bussum.     

## Carrera

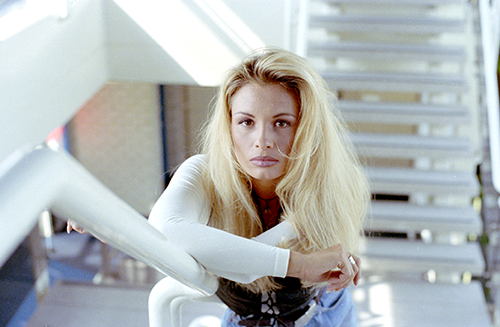
Leontine en 1994

A los 18 años, nuevamente tuvo la oportunidad de actuar cuando le pidieron que participara en la serie Nieuwe Buren, una serie de VARA dirigida por el director de Zeg 'ns Aaa, Nico Knapper . Ruiters jugó en esta popular serie durante dos temporadas cuando le pidieron un pequeño papel en la película Amsterdamned de Dick Maas . Ruiters interpreta una escena ahora clásica, en la que es asesinada con un cuchillo mientras flota en un bote en un bote en los canales de Ámsterdam. Ruiters también fue visto en Westzijde Posse y Flodder (episodios "El día más hermoso de tu vida", "La familia Klikspaan" e "Inzet"). 
En 1983, la serie de televisión de siete partes Letter Secret apareció después del libro de Jan Terlouw, en el que Riders, de 15 años, hizo su debut como actriz.  

## Filantropía
Ruiters realiza un viaje anual por Cordaid Memisa, visitando varios proyectos. Entre sus destinos se encuentran India, Sierra Leona, Camerún, Bangladés y Burundi. Cordaid Memisa proporciona asistencia médica en los países en desarrollo a través de la transferencia de conocimientos y el apoyo financiero. Ruiters participa principalmente en proyectos de maternidad. 

## Filmografía

### Cine
- Amsterdamned (1988)
- Plop en de Pinguïn (2007) - Louise Appelboom
- Heksen Bestaan Niet  (2014) - Concuela
- Primer beso (2018) - Susan

### Televisión
- Briefgeheim (1983) - Eva
- Nieuwe buren (1987-1988) - Moniek Bakker
- Vrouwenvleugel (1993-1994) - Anna ten Hage
- Flodder (1994, 1998) - Gina
- BNN: K.R.S.T.M.S. (1995) - Engel (telefilme)
- Voetbalvrouwen (2007-2009) - Liz Duivendrecht
- Koen Kampioen (2012) - Sanne-Fleur
- De TV Kantine (2010, 2014) - Edith Artois / Edith Melba Artois
- Caps Club (2013-2016) - Emma van Hulle
- Sneeuwwitje en de zeven kleine mensen (2015) - Nelly (telefilme)

## Vida personal
En 1998 contrajo matrimonio con el cantante Marco Borsato, con quien tuvo tres hijos: Luca, Senna y Jada. El 4 de febrero de 2020 la pareja anunció su divorcio. También informó que Leontine iba a volver a utilizar su apellido de soltera, Ruiters. 